# 灵鹫镇
灵鹫镇，是中华人民共和国四川省南充市营山县下辖的一个乡镇级行政单位。2019年10月，撤销带河乡，将其所属行政区域划归灵鹫镇管辖。

## 行政区划
灵鹫镇下辖以下地区：
灵鹫镇街道社区、雷石村、桥儿村、库路村、三叉村、青岩村、牌坊村、青羊村、染坊村、鸡咀村、界兴村、群英村、漆树村、大石村、大灵村、平桥村、滑滩村、黄厚村、陡坑村、墩子村和金鸡村、街道社区、带河村、小垭村、青山村、河湾村、小山村、印盒村、鲁班村、金鹤村和马包村。